# Patron (ammunition)

En modern patron består av följande delar:
1. Projektil (i detta fall en pistolkula)
2. Patronhylsa: Behållare för drivladdning som håller samman alla delar.
3. Drivladdning: Explosivt materiell, exempelvis svartkrut, röksvagt krut, kordit;
4. Hylsfläns: Handtag för vapnets utdragare eller utkastare som tillåter vapenmekanismen att greppa hylsan och stöta ut den efter skottlossning eller vid patron ur.
5. Tändhatt: Antändningsanordning för drivladdningen.

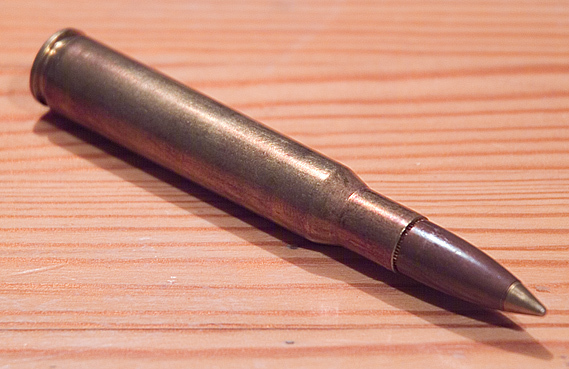
Kulpatron av typen .30-06 Springfield.

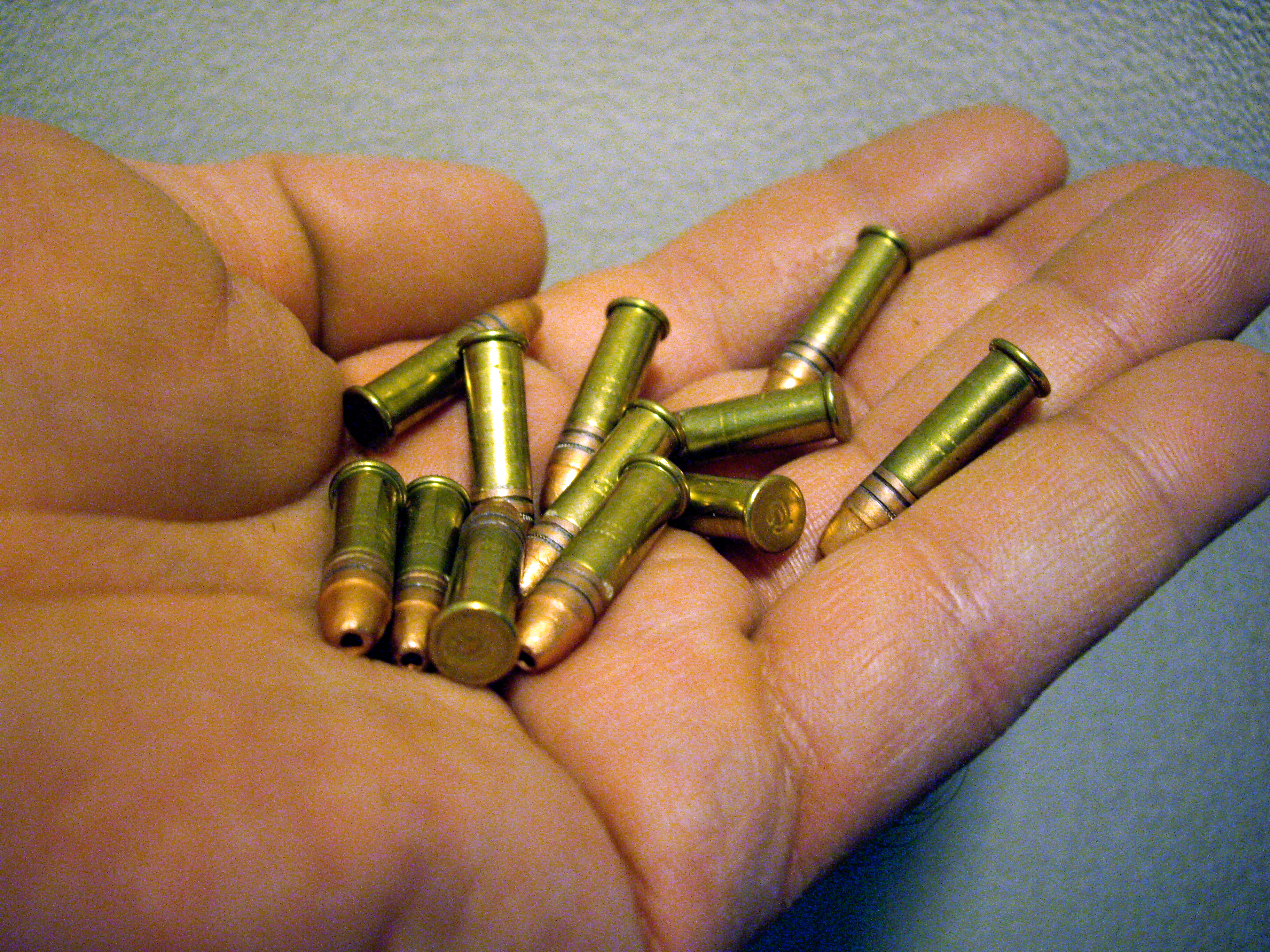
Patroner i kaliber .22 Long Rifle.

Patron (militärförkortning: ptr) är enhetsammunition där projektil, drivladdning och tändanordning (normalt en tändhatt) har sammanhängande utformning och sammanhålls av en patronhylsa. Patronhylsan utgörs normalt av en ihålig cylinder med stängd botten. I hylsbotten hålls i regel tändanordning, i hylshåligheten drivladdning, och i hylsmynningen projektil. Vid avfyrning antänder tändanordningen drivladdningen, vilken sedan skapar tryck inuti patronhylsan (vilken hålls från brisad av patronläget), vilket seden skjuter iväg projektilen ifrån patronhylsan i hög hastighet. Projektilhastigheten varierar beroende på utformning av projektil och drivladdning, samt projektilens fästning i hylsmynningen.
Enhetspatroner används modernt för eldvapen under kaliber 120 mm. Eldvapen med högre kaliber använder oftast laddningshylsor för att få ner vikten av materiell under ammunitionshantering, men även för att kunna välja storlek på drivladdning före eld. Förutom patroner finns det även hylslös ammunition och raketammunition, där man istället för att använda patronhylsa monterat tändanordning och drivladdning i själva projektilen.

## Patronens ursprung
De första patronerna infördes på 1500-talet. För att förenkla laddningen, packades krut lagom för en avfyrning tillsammans med blykula in i en pappersladdning. Vid omladdning, då revs huvudet på patronen av med ett nyp, krutet hälldes ned i pipan, en pappatron (papp-patron) veks ihop och stoppades i mynningen som förladdning och stöttes med kulan ned i loppet. Den lilla mängd krut som följt med nypet, när huvudet revs loss, användes som fängkrut.
På grund av priset på papper, blev patrontypen inte helt vanlig förrän på 1700-talet.
Patronerna förvarades i patronväskor eller så kallade patronkök.
Med slagstiftens introduktion på 1810-talet kom nya patrontyper, som innebär övergångar mot den moderna enhetpatronen, bl.a. det tyska tändnålsgeväret m/1841. Geväret har en pappatron (papp-patron) med krutladdning och kula, som laddas i vapnet med bakladdning som en modern enhetpatron. Tändsatsen sitter mitt i patronen, och antänds genom en slagnål som vid avfyring slog in genom pappatronen och träffade tändsatsen inne i patronen. Många tidiga revolvrar, såsom colt m/1860 hade en patron i form av en sidenkudde med krut och kula, som laddades i en främre kammare av revolvern, medan en bakre kammare laddades med en tändhatt, som vid avfyring sköt iväg en eldstråle mot krutladdningen i den främre kammaren. Samma konstruktion användes även i senare bakladdade vapen som det amerikanska Sharpgeväret, det brittiska Terry, franska maringevären m/1865 och det bayerska infanterigeväret m/1867.

## Enhetspatron

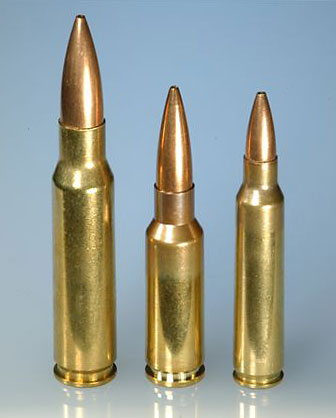
Enhetspatroner.

Enhetspatronen utvecklades år 1845 av först fransmannen Louis Flobert (så kallad kantantändning) och sedan Casimir Lefaucheux (så kallad stiftantändning). En sådan stiftantänd patron hade ett stift monterat så att det stack ut från sidan på patronens sida. När hanen slog till stiftet repade detta upp gnistor inne i patronen och tände då krutladdningen. Att stiftet stack ut gjorde dock patronen känslig för "vårdslös" hantering. Eugene Lefaucheux tillverkade även de första revolvrarna med enhetspatroner i cylindrarna. Lefaucheux konstruktion kom dock att användas på hagelgevär långt in på 1900-talet. Konstruktionen användes i den svenska revolvern m/1863.
Redan omkring 1858 utvecklade Smith & Wesson i USA Floberts idé vidare till fältdugliga metallpatroner med kantantändning; sådana användes i svenska armégeväret m/1867 och schweiziska magasingeväret m/1869. Man var dock begränsad till låga gastryck eftersom väggen i patronen måste vara så tunn att hanen kunde slå igenom.
För hagelpatroner utvecklades därför i stället centraltändningspatronen, uppfunnen av belgaren Bernimolin 1850 och senare vidareutvecklad av C. W. Lancaster i London och A. M. Pottet i Paris, där mittersta stycket av patronens baksida utgjorde ett städ som slogs in av hanen vid avfyrning, men sedan kilades fast mot resten av patronbotten.
Med de första moderna magasinsgevären på 1860-talet ersattes stödflänsen med en rand för att inte hindras i magasinsmatningen. Samtidigt måste då patronen förses med en konformig, flaskliknande framdel för att av mekanismen kunna placeras i rätt läge. Den första flaskformiga patronen tillverkades till det schweiziska magasinsgeväret m/1869, men det var den tyska patronen m/1888 med rand som kom att bli förebild för det följande decenniets patroner.
Med de röksvaga krutets utveckling på 1890-talet får patronerna den utformning som sedan skulle dominera det kommande seklet.
Enhetspatronen var även en förutsättning för att de moderna snabbskjutande eldhandvapnen skulle börja utvecklas. Efter revolvern följde det moderna repetergeväret, tätt följt av automatpistolen och kulsprutan på 1890-talet. Dessa vapen skulle sedan förändra historien för alltid under 1900-talets många krig.

## Patronhylsa

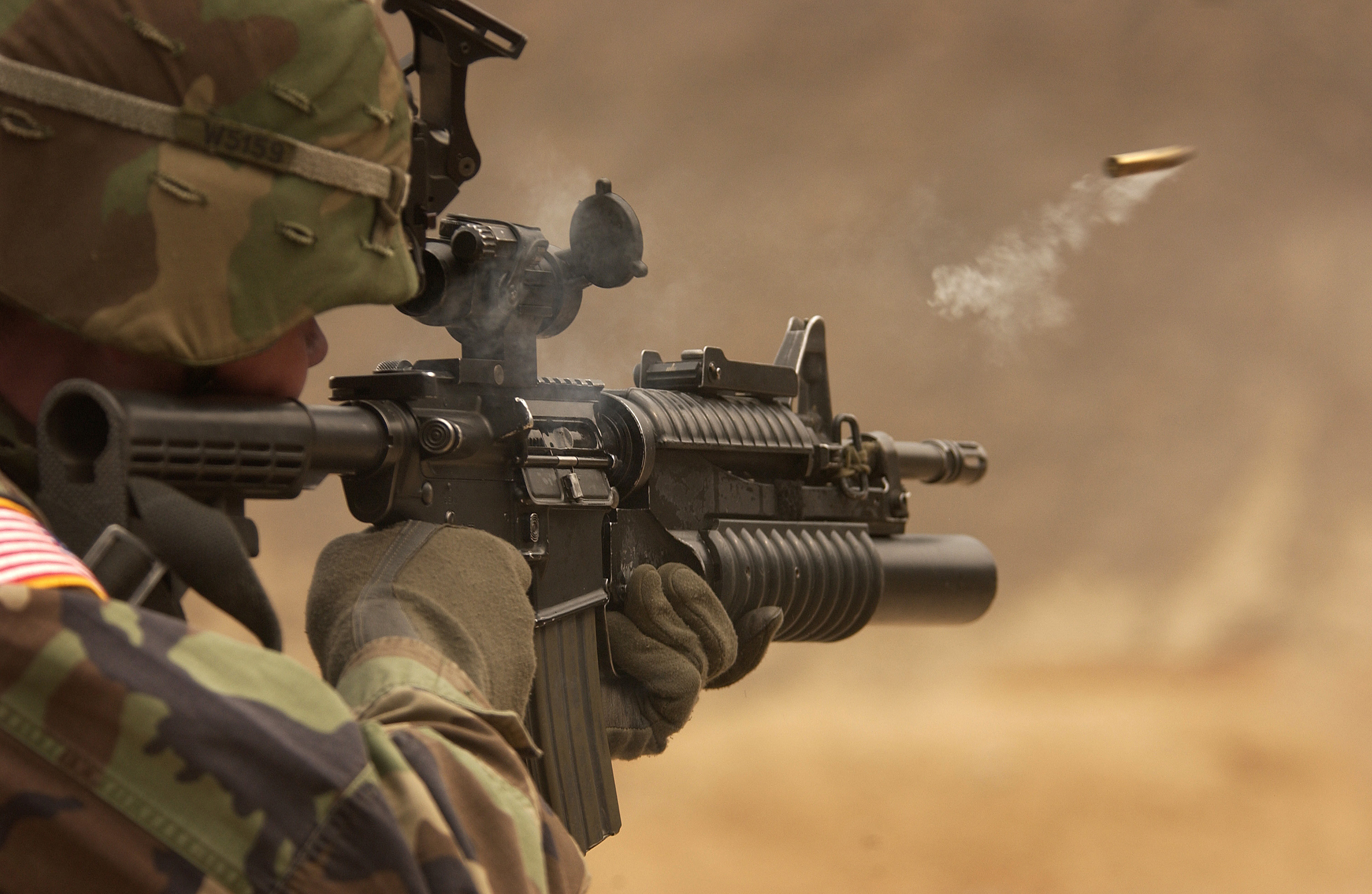
Efter skottet, kastas patronhylsan ut från ett automatvapen.

En patronhylsa (militär förkortning ptrh) är en behållare i vilken drivladdningen innesluts när det gäller ammunition till eldvapen. 
Till eldhandvapen, kulsprutor och automatkanoner är patronhylsan i det närmaste undantagslöst fast förenad med projektilen och bildar med denna en enhetspatron.
Till artilleripjäser används oftast inte enhetspatroner utan där transporteras projektil och patronhylsa var för sig och monteras ihop till en enhet först när de skall laddas i vapnet.
För vissa pjäser laddas projektilen först och hylsan sedan. Dessa hylsor kallas inte patronhylsor utan laddningshylsor. Till en del pjäser används över huvud taget inga hylsor utan drivladdningen förvaras i tygpåsar, så kallade karduser.
Förutom att hålla samman det kompletta skottet och skydda drivladdningen tjänar patronhylsan till att bortföra en hel del förbränningsvärme från vapnet samt att täta så att krutgaser inte läcker ut bakåt.

### Tillverkningsmaterial
Patronhylsor tillverkas oftast av mässing (tombak) men i krigstider har även stål historiskt använts som hylsmaterial när mässing blivit svårtillkomlig. I öststaterna användes för en del vapen stålhylsor även i fredstid. 
För civil ammunition till revolvrar har aluminiumhylsor under senare tid vunnit visst inträde.
Hylsor av mässing kan, beroende på hylsans kvalitet och laddningens styrka, återanvändas upp till något tiotal gånger. Hylsor av stål och aluminium kan endast användas en gång.

### Hylsfläns (patronrand)

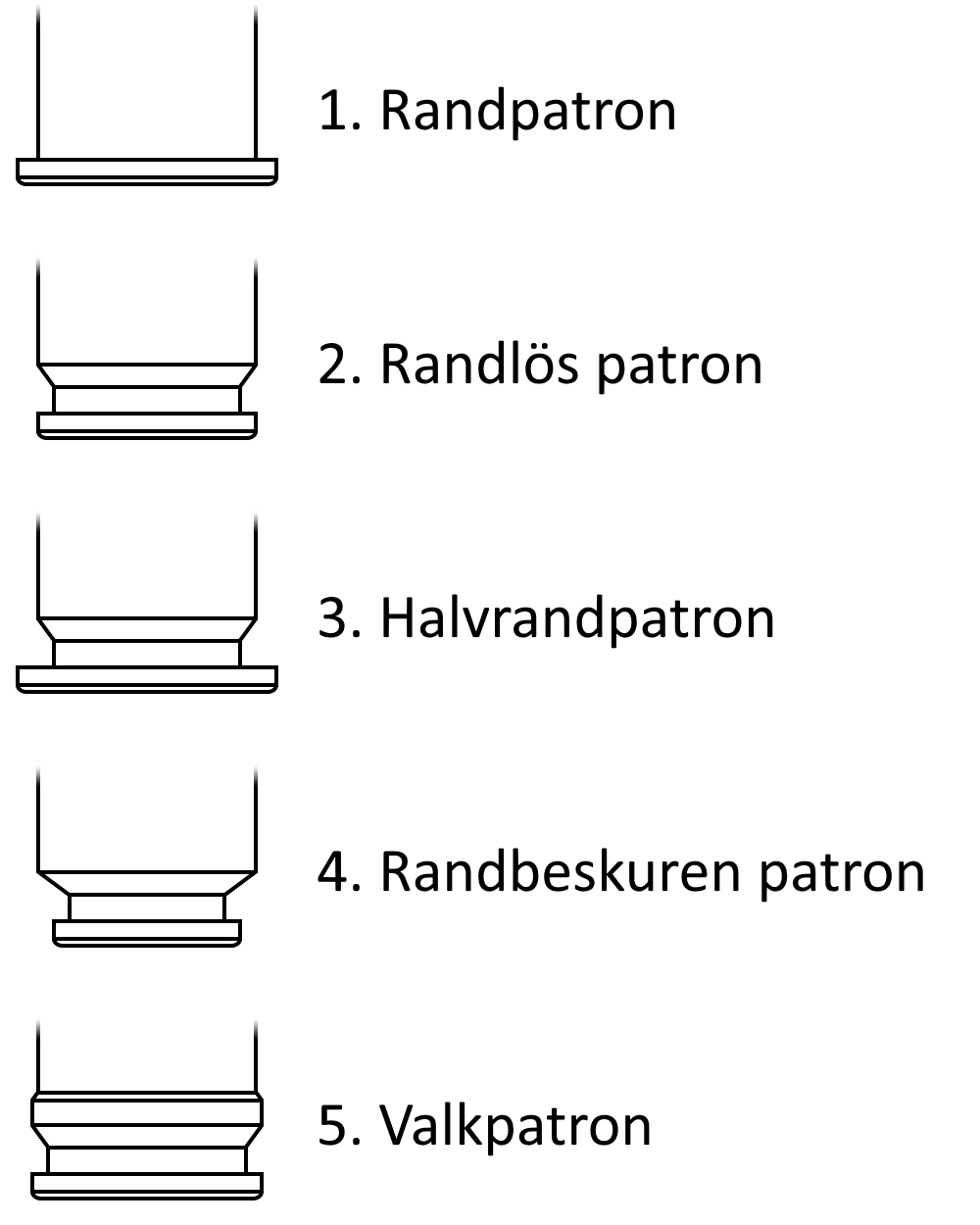
Randkonfigurationer

En patronhylsa har alltid någon form av fläns (hylsfläns), rand (patronrand) eller dylikt kring basen för att underlätta utdragningen av den tomma hylsan ur ett avfyrat vapen. Sådant förekommer under 5 konventionella utformningar.
- Randpatron (engelska: rimmed cartridge, tyska: Randpatrone) – Den första utformningen kallas randpatron (randad patron) eller flänspatron[3] och betyder att hylsan har en fläns kring basen, så kallad rand, vilken har något större diameter än hylsan.[2] Sådan ammunition erhåller ett R-suffix i kaliberbeteckningen (för Rand eller Rimmed, till exempel 7,7 × 56 mm R).[4][5] Vid kantantändning, även kallad randantändning, krävs en flänshylsa.[4][6]

- Randlös patron (engelska: rimless cartridge, tyska: randlose Patrone) – Den andra utformningen kallas randlös patron, flänslös patron[7][3] eller rillpatron[8] och ersätter randen med ett inskuret utdragningsspår, så kallad rilla, vilket betyder att patronens bas har försetts med en skåra eller räffla för att skapa en fläns som har samma diameter som resten av patronhylsan.[2][4][5] Sådan ammunition erhåller inget suffix i kaliberbeteckningen.

- Halvrandpatron (engelska: semi-rimmed cartridge, tyska: Halbrandpatrone) – Den tredje utformningen kallas halvrandpatron (halvrandad patron) eller halvflänspatron[7][3] och betyder att patronen är försedd med både fläns och rilla (patronhylsa med fläns och rilla), det vill säga att flänsen under rillan har något större diameter än resten av hylsan.[2] Sådan ammunition erhåller vanligen ett SR-suffix i kaliberbeteckningen efter det engelska begreppet (Semi-Rimmed), men i Tyskland förekommer HR-suffix (för Halbrand).

- Randbeskuren patron (engelska: rebated cartridge, tyska: unterschnittenem Patrone) – Den fjärde utformningen kallas randbeskuren patron, insnävd rand eller krympt rand och liknar den randlösa patronen, men skiljer i utformning i att ha en reducerad randdiameter jämte hylsdiametern. Sådan ammunition erhåller ett RB-suffix efter i kaliberbeteckningen (för Randbeskuren eller Rebated, till exempel 20 × 82 mm RB).

- Valkpatron (engelska: belted cartridge, tyska: Gürtelpatrone) – Den femte utformningen kallas valkpatron (patronhylsa med valk) och liknar halvrandpatronen, men expanderar på utformningen genom att tillfoga en valk ovan rillan, ungefär som en gördel, vilken har samma diameter som flänsen nedan.[9] Sådan ammunition erhåller ibland ett B-suffix i kaliberbeteckningen efter det engelska begreppet (för Belted).

### Antändning
Patronhylsans botten utgör säte för drivladdningens antändning. Antändning sker vanligen genom en tändhatt eller en tändskruv som befinner sig central i hylsans botten. Som alternativ av till tändhatt eller tändskruv finns även så kallad kantantändning, något som vanligen förekommer i mycket klena kalibrar, där tändsatsen ligger i hylsans fläns och kan antändas genom slag till flänsen.
Genomsläppet av antändninggaser från tändhatten till drivladdning kan utformas på flera olika sätt. De två vanligaste utformningarna kallas boxerhylsa och berdanhylsa. Boxerhylsan har endast ett genomsläpp av tändhattens antändning, medan berdanhylsan har två genomsläpp. Valet av genomsläpp beror på hur snabbt man vill antända drivladdningen i hylsan. En berdanhylsa antänder krutet snabbare eftersom den släpper fram mer av antändningen än boxertypen. Man reglerar detta även genom olika typer av krut som har olika brinnhastighet.

## Synonymer
- Skott: Alternativ synonym för patron. Används även för själva vapenprojektilen. Ordet skott används även för att beteckna själva handlingen då skjutvapnet avfyras (till exempel vådaskott). I den senare användningen kan ordet även böjas till: skjuta, sköt.
- Vapenpatron: Specificerad benämning för att särskilja patroner inom ammunition från andra ting med benämningen patron (till exempel bläckpatron).[källa behövs]
- Eldrörspatron: Militär benämning för att särskilja patroner inom ammunition från andra ting med benämningen patron.[källa behövs] Benämningen gäller både finkalibrig (under 20 mm) och överkalibrig (över 20 mm) ammunition. Normalt används benämningen eldrör för överkalibriga vapen, medan benämningen pipa används för finkalibriga vapen.
- Skarp patron: Militär term för patroner med skarp laddning (drivladdning + projektil). Förkortas sk ptr.